# Gartentor (Macke)
Gartentor ist eines der bekanntesten Aquarelle von August Macke. Es entstand im Todesjahr von August Macke, der zu den frühen Todesopfern des Ersten Weltkrieges zählt. Das Aquarell befindet sich heute als Dauerleihgabe der Gabriele Münter- und Johannes Eichner-Stiftung in der Städtischen Galerie im Lenbachhaus, München.

## Bildinhalt
Im April des Jahres 1914 reiste August Macke  gemeinsam mit Paul Klee und Louis Moilliet 14 Tage lang durch Tunis. Die Künstler waren während dieser Tunisreise vier Tage lang zu Gast bei dem Arzt Jaeggi in St. Germain (heute: Ezzahra, Ben Arous). Während dieses Aufenthalts entstand eine Reihe von Aquarellen, die August Macke direkt vor Ort zunächst mit Bleistift skizzierte und dann in Aquarell ausführte. Das Aquarell Gartentor ist eines der Aquarelle, die während dieser Tage entstanden.
Um die Stimmung der Szenerie einzufangen, verwendet August Macke helle und klare Farben. Teile des Aquarells sind in Nass-in-Nass-Technik ausgeführt. Das Gartentor, als zentrales Thema des Aquarells, ist zum größten Teil mit wenigen Pinselstrichen auf trockenem Papier ausgeführt. Zwischen den Stäben des Tores schimmern die Farben des Gartens hervor. Auf die Darstellung von floralen Details verzichtet August Macke. Die Schönheit seines Garten entsteht nur durch die Farben, die Bauwerke und Flora gleichermaßen beherrschen.

## Belege

### Einzelbelege
1. ↑  Schulze et al., S. 233
2. ↑  
Tunisreise von Klee und Macke: "Die Farbe hat mich". Spiegel Online, 2. Dezember 2010.